# Fort du Moulin (Port-Cros)
Pour l’ouvrage militaire homonyme du Québec, voir fort du Moulin (Trois-Rivières).
Le fort du Moulin est un ouvrage militaire français situé sur l'île de Port-Cros (Var). Il fut édifié au XVIe siècle et transformé à plusieurs reprises par la suite. 

## Histoire du fort
Un édifice médiéval existait dès 1580. Il fut remanié par le Cardinal de Richelieu en 1635 en même temps que les forts de l’Estissac, de l’Éminence et de Port-Man afin de constituer un ensemble défensif homogène. À cette époque le fort était habité en permanence ; il servait de logement pour le commandant et les soldats et de magasin pour l’artillerie et les vivres. Il y avait même une boulangerie pour la garnison.
Le fort fut impliqué dans le combat de la flûte du roi La Baleine contre les vaisseaux britanniques en 1710. Il fut pris par les Britanniques en 1793 qui le firent sauter. Le bâtiment central fut détruit ainsi que le front nord-ouest de l’enceinte. Après la reprise, quelques bâtiments furent remis en état, on aménagea une batterie de côte au pied de l’ouvrage.
En 1814 la batterie basse fut armée de 2 canons de 36, de 2 canons de 24, de 3 canons de 18 et d’un mortier de 12. Quinze canonniers et vingt-cinq fantassins occupaient les lieux.
Vers 1815 la chute de l’Empire entraîna la mise en sommeil du fort. En 1841, après une proposition de la commission mixte d’Armement des Côtes, on dota la batterie basse de 3 obusiers de 30, 3 obusiers de 22 et un mortier de 32. L’édifice fut rétabli en 1863 mais en 1885 on déclassa la batterie basse au profit du fort de l’Eminence.
Le bâtiment a été définitivement affecté au Parc national de Port-Cros en 1988.